# هيبوليتو راموس
هيبوليتو راموس (مواليد 30 يناير 1956) هو ملاكم كوبي، مثّل بلاده في الألعاب الأولمبية الصيفية 1980 وحقق الميدالية الفضية في فئة وزن الذبابة الخفيف.

## روابط خارجية
هيبوليتو راموس على موقع بوكس ريك (الإنجليزية) (registration required)
- هيبوليتو راموس على موقع أوليمبيديا (الإنجليزية)